# Thomas Tredwell

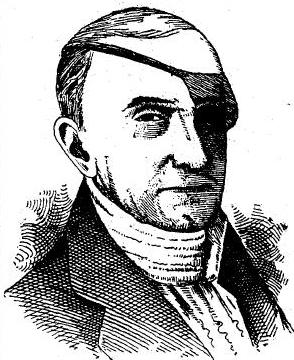
Thomas Tredwell

Thomas Tredwell (* 6. Februar 1743 in Smithtown, Provinz New York; † 30. Dezember 1831 in Plattsburgh, New York) war ein US-amerikanischer Jurist und Politiker. Zwischen 1791 und 1795 vertrat er den Bundesstaat New York im US-Repräsentantenhaus.

## Werdegang
Thomas Tredwell graduierte 1764 am Princeton College in New Jersey, wo er Jura studierte. Nach seiner Zulassung als Anwalt begann er in Plattsburgh zu praktizieren. Tredwell verfolgte auch eine politische Laufbahn. Als Delegierter nahm er in den Jahren 1774 und 1775 am Provinzkongress teil und in den Jahren 1776 und 1777 an der verfassungsgebenden Versammlung von New York. Dann war er zwischen 1777 und 1783 Mitglied der New York State Assembly. 1778 wurde er Richter am Nachlassgericht (court of probate), eine Stellung, die er bis 1787 innehatte. Danach war er bis 1791 als Vormundschafts- und Nachlassrichter (surrogate) von Suffolk County tätig. In dieser Zeit saß er zwischen 1786 und 1789 im Senat von New York und nahm 1788 als Delegierter an der verfassungsgebenden Versammlung von New York teil.
Politisch war Tredwell ein Gegner der damaligen Bundesregierung unter Präsident George Washington (Anti-Administration-Fraktion). Im Mai 1791 wurde er im ersten Wahlbezirk von New York in das damals noch in Philadelphia tagende US-Repräsentantenhaus gewählt, um dort die Vakanz zu füllen, die durch den Tod von James Townsend entstand. Bei den folgenden Kongresswahlen des Jahres 1792 wurde er im zweiten Wahlbezirk von New York in das US-Repräsentantenhaus wiedergewählt, wo er am 4. März 1793 die Nachfolge von John Laurance antrat. Da er im Jahr 1794 auf eine erneute Kandidatur verzichtete, schied er nach dem 3. März 1795 aus dem Kongress aus. Tredwell nahm dann 1801 als Delegierter an der verfassungsgebenden Versammlung von New York teil. Danach war er zwischen 1803 und 1807 Mitglied im Senat von New York. Nach dem Ende seiner Amtszeit zog er sich von der politischen Bühne zurück und war bis zu seinem Tod am 30. Dezember 1831 in Plattsburgh als Vormundschafts- und Nachlassrichter im Clinton County tätig. Sein Leichnam wurde auf einem Privatfriedhof in Beekmantown beigesetzt.
Der Kongressabgeordnete Thomas Treadwell Davis war sein Enkel.